# Heinz Rohloff
Heinz „Jumbo“ Rohloff (* 24. März 1939 in Bonn; † 26. April 2019 ebenda) war ein deutscher Fußballspieler, der in der Bundesliga-Saison 1965/66 als Torhüter von Tasmania Berlin 18 Spiele bestritt.

## Karriere
„Jumbo“, wie Rohloff wegen seiner pummeligen Statur als kleiner Junge genannt wurde, stammte aus der Jugend von Tura Bonn, wo er acht Jahre spielte. Von Dettmar Cramer wurde er zu einem Vorbereitungslehrgang der Jugend-Nationalmannschaft eingeladen, nach schlechter Leistung reiste Rohloff jedoch eigenständig vorzeitig ab. Ab 1958 spielte der Torhüter sieben Jahre lang beim Bonner FV und bewirtschaftete nebenbei die Vereinskneipe. Nach dem Gewinn der Mittelrheinmeisterschaft 1965 sollte Rohloff zur Verbesserung der finanziellen Lage des BFV an einen Bundesliga-Verein verkauft werden. Weil Hertha BSC aus der Bundesliga ausgeschlossen worden war, wechselte er im Sommer 1965 für eine Ablösesumme von 20.000 Mark zu Tasmania Berlin, der anstelle von Hertha BSC gerade in die Bundesliga aufgenommen worden war und wo er ein Monatsgehalt von 1.200 Mark erhielt.
Der 25-jährige Rohloff stand beim zweiten Testspiel gegen Olympia 53 in der zweiten Halbzeit zum ersten Mal im Tor der Tasmania und kassierte bei der 0:14-Niederlage fünf Tore. Nachdem sich Stammtorhüter Klaus Basikow beim Aufwärmen verletzt hatte, kam Rohloff am 21. August 1965, dem zweiten Spieltag, bei Borussia Mönchengladbach zu seinem ersten Bundesliga-Einsatz. Die 0:5-Niederlage auf dem Bökelberg war der Auftakt der mit 31 Spielen bis heute längsten Bundesliga-Serie ohne Sieg. Rohloff bestritt an den Spieltagen 2–4, 7, 10, 11, 18–22 und 28–34 insgesamt 18 Bundesligaspiele für den Berliner Verein, wobei er 58 Gegentreffer kassierte. Der Torhüter war am 2. Oktober 1965 mit einem Eigentor zum zwischenzeitlichen 1:3 sowie zwei weiteren groben Fehlern maßgeblich an der 1:5-Niederlage gegen Hannover 96 beteiligt. Als Folge dessen kommt der ausrangierte 33-jährige Hans-Joachim „Jockel“ Posinski in den zwei folgenden Wochen zu seinen einzigen Bundesligaeinsätzen. In der Rückrunde stand Rohloff bei den Punktgewinnen gegen Borussia Mönchengladbach (0:0) und den 1. FC Kaiserslautern (1:1) sowie dem zweiten und letzten Saisonsieg gegen Borussia Neunkirchen (2:1) im Berliner Tor. Gegen Eintracht Frankfurt kassierte „Jumbo“ am 30. April 1966 durch einen von Jürgen Grabowski verwandelten Elfmeter zum 0:3-Endstand das 100. Saison-Gegentor der Tasmania. Am 28. Mai 1966, dem letzten Spieltag, kam Heinz Rohloff bei der 0:4-Niederlage beim FC Schalke 04 zu seinem letzten Bundesligaspiel.
Nach dem Abstieg in die Regionalliga Berlin und Basikows Karriereende wurde Rohloff zum (umstrittenen) Stammtorhüter der Tasmania und bestritt 24 (1966/67) bzw. 18 Ligaspiele (1967/68). Das Berliner Landespokalfinale 1967 verlor Tasmania mit 0:1 gegen Hertha BSC. In seiner letzten Saison 1968/69 bei den Berlinern wurde er in der Liga 18-mal eingesetzt und konnte mit dem Verein die Vize-Meisterschaft der Regionalliga Berlin feiern. Bei der folgenden Aufstiegsrunde zur Bundesliga gegen Rot-Weiss Essen, den VfL Osnabrück, den Karlsruher SC sowie den TuS Neuendorf belegte Tasmania den vierten Platz, Rohloff wurde in allen acht Spielen eingesetzt; sein letztes Spiel für die Berliner bestritt er am 25. Juni 1969 gegen Osnabrück (0:2). Außerdem nahm „Jumbo“ mit der Berliner Städteelf an zwei Spielen gegen die Stadtauswahl Bukarest im August 1967 (1:0) sowie gegen die DFB-Nationalmannschaft teil. 1969 kehrte der Torhüter als Amateur zum Bonner SC zurück.
Nach seiner sportlichen Karriere war der gelernte Mechaniker als Manager in der Computerbranche tätig. 2000 ging Rohloff in den Ruhestand und zog mit seiner Ehefrau nach Bad Münstereifel-Mahlberg. 2012 trainierte er die Bambini sowie die F-Jugend des TSV Schönau.